# 広泉寺 (掛川市)
広泉寺（こうせんじ）は静岡県掛川市にある仏教寺院。

## 由緒
弘安8年(1285年)新井の三浦吉勝なるものが草庵を造って住居し、開山として仲翁恵本禅師を迎えたが以後5世を経て中絶した。寛永7年に再建する。中興は江国西堂和尚である。
昔、この寺にゼンキという僧が暫く住んでいた。その時書いた文章の中に「薬師兄国が、自分の師である物部之広泉のために造立したのである」とある。これの根拠は明らかでないが寺号の由来を推測することができる。
今残る毘沙門天王の像は、昔この寺に山門があった時、その山門の上に安置されていた四体の中の一体であるという。
今は無住で、貞永寺住職が正伝庵、瑞雲寺と共に兼務住職となっている。

## 境内宇堂
観音堂　本尊　如意輪観世音菩薩(石仏)を祀る。

## アクセス
秋葉バスサービス秋葉中遠線「新井」停留所から徒歩約5分。（JR東海道線袋井駅から大東支所行バスで約30分。）